# Угандийски шилинг
Вижте пояснителната страница за други значения на шилинг.
Угандийският шилинг (на английски: Ugandan shilling; на свази: Shilingi ya Uganda; на суахили: Shilingi ya Uganda) е валутата на Уганда. Дели се на 100 цента.

## История
Първият Угандийски шилинг (UGS) заменя Източноафриканския шилинг през 1966 г. по номинална стойност. След високата инфлация, нов шилинг (UGX) е въведен през 1987 г. на стойност 100 стари шилинга.
Шилингът обикновено е стабилна валута и преобладава в повечето финансови трансакции в Уганда, която има много ефективен валутен пазар с ниски спредове. Щатският долар също е широко приет. Британската лира и еврото също са все по-често използвани.
Централната банка на Уганда намалява лихвения си процент до 22% на 1 февруари 2012 г., след намаляване на инфлацията в продължение на 3 последователни месеца.

## Монети
През 1966 г. монетите са въведени в номинали от по 5, 10, 20 и 50 цента и 1 и 2 шилинга. Монетите 5, 10 и 20 цента са изсечени от бронз, като високите номинали са изсечени от мед-никелова сплав. Монетата от 2 шилинга е издадена само през тази година. През 1972 г., медно-никелови монети от 5 шилинга са издадени, но са спрени от движение и са много редки. През 1976 г. помедена стоманена заменя бронзовите 5 и 10 цента и мед-никелирана стомана заменя мед-никеловите монети от 50 цента и 1 шилинг. През 1986 г. от никелирана стомана са емитирани монети от 50 цента и 1 шилинг.
През 1987 г., са въведени монети от 1 и 2 шилинга от помедена стомана и 5 и 10 шилинга от неръждаема стомана, в седмоъгълна форма. През 1998 г. са въведени монети за 50, 100, 200 и 500 шилинга. Понастоящем циркулиращите монети са от 50, 100, 200, 500, и 1000 шилинга.

## Банкноти
През 1966 г. Централната банка на Уганда въвежда банкноти с номинал от 5, 10, 20 и 100 шилинга. През 1973 г. е въведена банкнота от 50 шилинга, последвано от 500 и 1000 шилинга през 1983 г. и 5000 шилинга през 1985 г.
През 1987 г. са въведени банкноти в новата валута с номинал от 5, 10, 20, 50, 100 и 200 шилинга. През 1991 г. са добавени 500 и 1000 шилингови банкноти, последвани от 5000 шилинга през 1993 г., 10000 шилинга през 1995 г., 20000 шилинга през 1999 г., 50000 шилинга през 2003 г. и 2000 шилинга през 2010 г. Банкнотите в обръщение са от 1000, 2000, 5000, 10000, 20000 и 50000 шилинга. През 2005 г. Централната банка на Уганда обсъжда дали да се заменят банкнотите от ниска стойност (като например тези от 1000 шилинга) с монети. На банкнотите с по-нисък номинал им се нанасят щети в ежедневна употреба, често са много мръсни, а понякога и разпадащи се. На 17 май 2010 г. Централната банка на Уганда, издава нова група банкноти с хармонизиран дизайн, от които личи богатото историческо, природно и културно наследство на Уганда. Носят и подобрени функции за сигурност. Пет изображения се появяват на всичките шест номинала. Управителя на банката на Уганда заявява, че новите банкноти не представляват парична реформа, нито са продиктувани от политиката. Новият дизайн, според него, се дължи на необходимостта да се съобразят с международните практики и да се победят фалшификаторите. Уганда е първата африканска страна за въвеждане на разширена функция за сигурност на поредица редовни банкноти. Валутата е отличена с функция за сигурност, призната от централните банки по целия свят и се използва от редица банкноти за защита срещу фалшифициране.
|  | Тази страница частично или изцяло представлява превод на страницата Ugandan shilling в Уикипедия на английски. Оригиналният текст, както и този превод, са защитени от Лиценза „Криейтив Комънс – Признание – Споделяне на споделеното“, а за съдържание, създадено преди юни 2009 година – от Лиценза за свободна документация на ГНУ. Прегледайте историята на редакциите на оригиналната страница, както и на преводната страница, за да видите списъка на съавторите. ВАЖНО: Този шаблон се отнася единствено до авторските права върху съдържанието на статията. Добавянето му не отменя изискването да се посочват конкретни източници на твърденията, които да бъдат благонадеждни. |